# Мфекето, Номэйндия
Номэйндия Мфекето (англ. Nomaindiya Mfeketo; род. 2 июня 1952, Кейптаун, Западно-Капская провинция) — государственный и политический деятель Южно-Африканской Республики (ЮАР). Работала послом ЮАР в США с 2020 по 2023 год, министром по населённым пунктам с 2018 по 2019 год, заместителем министра международных отношений и сотрудничества, заместителем спикера Национальной ассамблеи ЮАР с 2009 по 2014 год и мэра Кейптауна с 1998 по 2000 год, а затем с 2002 по 2006 год.

## Биография
До прихода в политику работала в ряде неправительственных организаций (НПО). С 1981 по 1991 год работала в сельскохозяйственной образовательной НПО ZAKH, а затем с 1991 по 1992 год была сотрудником Social Change Assistance Trust (SCAT). С 1992 по 1994 год работала в Development Action Group (DAG).
В 1993 году участвовала в переговорах по объединению государственных и негосударственных мероприятий в рамках подготовки к выборам и переходу ЮАР к мультирасовой демократии. Была избрана председателем первого демократически избранного городского совета в Кейптауне на предварительный промежуточный период 1996—1998 годов.
В 1998 году стала четвёртой и первой чернокожей женщиной на должности мэра города Кейптауна. В 2002 году была переизбрана мэром города после того, как Африканский национальный конгресс (АНК) получил большинство в городском совете, одержав победу над Джеральдом Моркелем из Демократического альянса. Занимала эту должность до 2006 года, когда Демократический альянс вновь получил большинство в городском совете и мэром города были избрана Хелен Зилле. Номэйндию Мфекето обвиняли в коррупции, кумовстве и неэффективном управлении.
В 2007 году была избрана в Национальный исполнительный комитет АНК. 6 мая 2009 года была избрана заместителем спикера Национальной ассамблеи и занимала эту должность до 21 мая 2014 года, когда её сменила бывший министр кооперативного управления Лечеса Ценоли.
В 2009 году представители Демократического альянса утверждали, что она заимела частный дом стоимостью 8 миллионов рэндов в рамках спорного правительственного жилищного плана по строительству домов в Кейптауне и Претории, хотя у неё уже была  резиденция в 9 км от него.
В 2020 году была назначена послом ЮАР в США. В этой должности подверглась критике со стороны южноафриканских СМИ, которые характеризовали её деятельность как «большое позорище» и «катастрофу».

## Примечание
1. ↑  http://www.pa.org.za/person/nomaindiya-cathleen-mfeketho/
2. 1 2 3  Deputy minister Mfeketo Архивная копия от 7 февраля 2017 на Wayback Machine Parliament. Retrieved 23 November 2014.
3. ↑  Ambassador – Embassy of South Africa (амер. англ.). DIRCO (2020). Дата обращения: 8 марта 2024. Архивировано 8 марта 2024 года.
4. ↑  Nomaindiya Cathleen Mfeketo, Ms | South African Government. www.gov.za. Дата обращения: 8 марта 2024. Архивировано 4 декабря 2024 года.
5. ↑  Nomaindiya Cathleen Mfeketo (англ.). People's Assembly. Дата обращения: 8 марта 2024. Архивировано 25 мая 2024 года.
6. ↑  Cape Town's new mayor takes office (30 октября 2002).
7. ↑  Steenkamp, Willem; Gophe, Myolisi. Cape Town's mayor 'must go'. IOL (30 июля 2005). Дата обращения: 29 ноября 2024. Архивировано 7 декабря 2024 года.
8. ↑  From mayor to premier? (неопр.). The Mail & Guardian (17 января 2008). Дата обращения: 8 марта 2024. Архивировано 1 декабря 2024 года.
9. ↑  Sisulu accepts his job with humility
10. ↑  John Steenhuisen & Winston Rabotapi. This is Nomaindia Mfeketo's new R8m mansion - DA. Democratic Alliance (31 августа 2011). Дата обращения: 4 февраля 2013.
11. ↑  du Preez, Max. Political Notebook | Pandor(a)’s box of failures (неопр.). Vrye Weekblad (30 июня 2023). Дата обращения: 8 марта 2024. Архивировано 8 марта 2024 года.
12. ↑  Niekerk, Phillip van. Washington sours on ANC: Agoa and Pepfar at risk (англ.). Daily Maverick (18 мая 2023). Дата обращения: 8 марта 2024. Архивировано 8 марта 2024 года.